# اچ‌ام‌اس ملیتا (۱۸۸۸)
اچ‌ام‌اس ملیتا (۱۸۸۸) (به انگلیسی: HMS Melita (1888)) یک کشتی بود که طول آن ۱۶۷ فوت (۵۱ متر) بود. این کشتی در سال ۱۸۸۸ ساخته شد.